# Blue Wonder Power Milk
Blue Wonder Power Milk es el segundo álbum de estudio de la banda belga Hooverphonic. Fue publicado el 11 de mayo de 1998 a través de Columbia Records. Es el primer álbum en contar con la participación vocal de Geike Arnaert, y el último en tener las contribuciones de Frank Duchêne, quién dejó la banda para finales de año.

## Concepto
Luego de que Liesje Sadonius dejara la banda a comienzos de 1997, los miembros restantes realizaron una audición donde Geike Arnaert estuvo presente, mencionando que no fue escogida de inmediato ya que tenía 17 años de edad en ese momento. Para el nuevo material, las canciones contienen más aspectos acústicos con sus arreglo de cuerdas, a diferencia de su álbum debut más centrado en el trip hop electrónico con mayor uso de samples. Además de Geike Arnaert como vocalista principal, el líder creativo Alex Callier también estuvo encargado de interpretar dos canciones, «Dictionary» y «Electro Shock Faders».

## Lista de canciones
Todas las canciones escritas y compuestas por Alex Callier, excepto donde se indique. 
| N.º   | Título                                        | Escritor(es)              | Duración |  |
| 1.    | «Battersea»                                   |                           | 3:50     |  |
| 2.    | «One Way Ride»                                |                           | 3:22     |  |
| 3.    | «Dictionary»                                  |                           | 3:32     |  |
| 4.    | «Club Montepulciano»                          |                           | 3:40     |  |
| 5.    | «Eden»                                        |                           | 3:33     |  |
| 6.    | «Lung»                                        |                           | 2:44     |  |
| 7.    | «Electro Shock Faders»                        |                           | 3:06     |  |
| 8.    | «Out of Tune»                                 | Frank Duchêne             | 3:26     |  |
| 9.    | «This Strange Effect»                         | Ray Davies                | 3:55     |  |
| 10.   | «Renaissance Affair»                          |                           | 3:24     |  |
| 11.   | «Tuna»                                        | Callier · Kyoko Baertsoen | 3:47     |  |
| 12.   | «Magenta»                                     |                           | 4:50     |  |
| 13.   | «Blue Wonder Power Milk» (Pista oculta en CD) | Callier · Raymond Geerts  | 3:08     |  |
| 46:17 |                                               |                           |          |  |

## Créditos y personal
Adaptados desde las notas de álbum.
| Hooverphonic - Geike Arnaert – Voz principal. - Alex Callier – Guitarras, arreglo de cuerdas, programación, teclados, voz. - Frank Duchêne – Teclados, ingeniería, voces de apoyo. - Raymond Geerts – Guitarras. Producción - Jérôme Blondel, Tony De Block, Dante DeSole, Jed Hackett, Filip Heurckmans, Jean-Marie Quentin, Tim Roggeman – Asistencia. - Hooverphonic – Producción, grabación. - Bob Ludwig – Masterización. - Mark Plati – Programación (2, 5, 8, 9, 12), programación de ritmo (1, 10), guitarra acústica (4, 11), bajo (6, 8), voces (12), producción, mezcla, grabación. Diseño - Wim Allegaert – Fotografía. - Power & Glory – Diseño corporativo. | Músicos adicionales - Herb Besson – Trombón (2, 9). - Eric Bosteels – Batería, percusión (1–6, 8, 9, 11, 12). - Michael Davis – Trombón (2, 9). - Ryoji Hata – Voces (12). - The Hooverphonic String Orchestra (Cristina Constantinescu, Claire Delplanque, Grietje François, Véronique Gilis, Tine Janssens, Jan Buysschaert, Herwig Coryn, Joost Cuypen, Henk De Bruycker, Patrick De Neef, Otto Derolez, Maurits Goossens, Karel Ingelaere, Bart Lemmens, Sofia Pevenage, Peter Van der Weerd, Gunther Van Rompaey, and Marc Tooten) – Violines (1, 4, 5, 7, 9–12). - Ronny Mosuse – Bajo (4, 10). - Dave Richards – Contrabajo (2, 3, 9). - Mark Steylaerts – Líder de orquesta. - Alex Van Aeken – Trompas (5, 7, 10). - Joris Van den Hauwe – Dirección de orquesta, oboe (2, 5). - Rik Vercruysse – Trompas (5, 7, 10). |

## Posicionamiento en listas
| Listas (1998–99)                    | Mejor posición |
| ----------------------------------- | -------------- |
| Bélgica (Ultratop Flanders)         | 7              |
| Bélgica (Ultratop Wallonia)         | 32             |
| Estados Unidos (Heatseekers Albums) | 32             |